# Q-thetafunktionen
q-thetafunktionen är en speciell funktion som är ett slags q-serie. Den definieras som
{\displaystyle \theta (z;q)=\prod _{n=0}^{\infty }(1-q^{n}z)\left(1-q^{n+1}/z\right)}
för 0 ≤ |q| < 1. Den satisfierar identiteterna
{\displaystyle \theta (z;q)=\theta \left({\frac {q}{z}};q\right)=-z\theta \left({\frac {1}{z}};q\right).}
Den kan även uttryckas som
{\displaystyle \theta (z;q)=(z;q)_{\infty }(q/z;q)_{\infty }}
där {\displaystyle (\cdot \cdot )_{\infty }} är q-Pochhammersymbolen.